# Kettenschifffahrt
Die Kettenschifffahrt (häufig auch mit dem Oberbegriff Tauerei bezeichnet) wurde als Schleppschifffahrt in der zweiten Hälfte des 19. und der ersten Hälfte des 20. Jahrhunderts auf mehreren europäischen Flüssen angewendet. Sie revolutionierte die Flussschifffahrt insofern, als ein mit einer Dampfmaschine angetriebenes Schiff selbstfahrend wurde, und das bisher übliche Treideln bei Bergfahrt entfiel. Ein Kettenschleppschiff konnte zusätzlich mehrere antriebslose Binnenschiffe – sogenannte Schleppkähne – ziehen.
Die im Fluss liegende Kette wurde über das Vorschiff aus dem Wasser gehoben, lief gewunden um die von der Dampfmaschine angetriebene Kettentrommel über das Deck und versank hinten wieder im Fluss. Die Kette lag durchgehend, den Flusswindungen folgend, in der Mitte des Flusses. Kettenschiffe hatten wenig Tiefgang und konnten im Gegensatz zu den damaligen Raddampfern auch Flüsse mit starker Strömung befahren.
Die Kettenschifffahrt begann auf der Seine in Frankreich und der Elbe in Deutschland und fand später auch auf Neckar, Main, Saale und anderen Flüssen statt. Anfänglich fuhren die Kettenschiffe auch talwärts an der Kette. Wegen der zeitraubenden und komplizierten Kreuzungsmanöver zwischen berg- und talwärts fahrenden Schiffen wurden die Kettenschleppschiffe aber bald für die Talfahrt mit zusätzlichem Hilfsantrieb ausgerüstet.

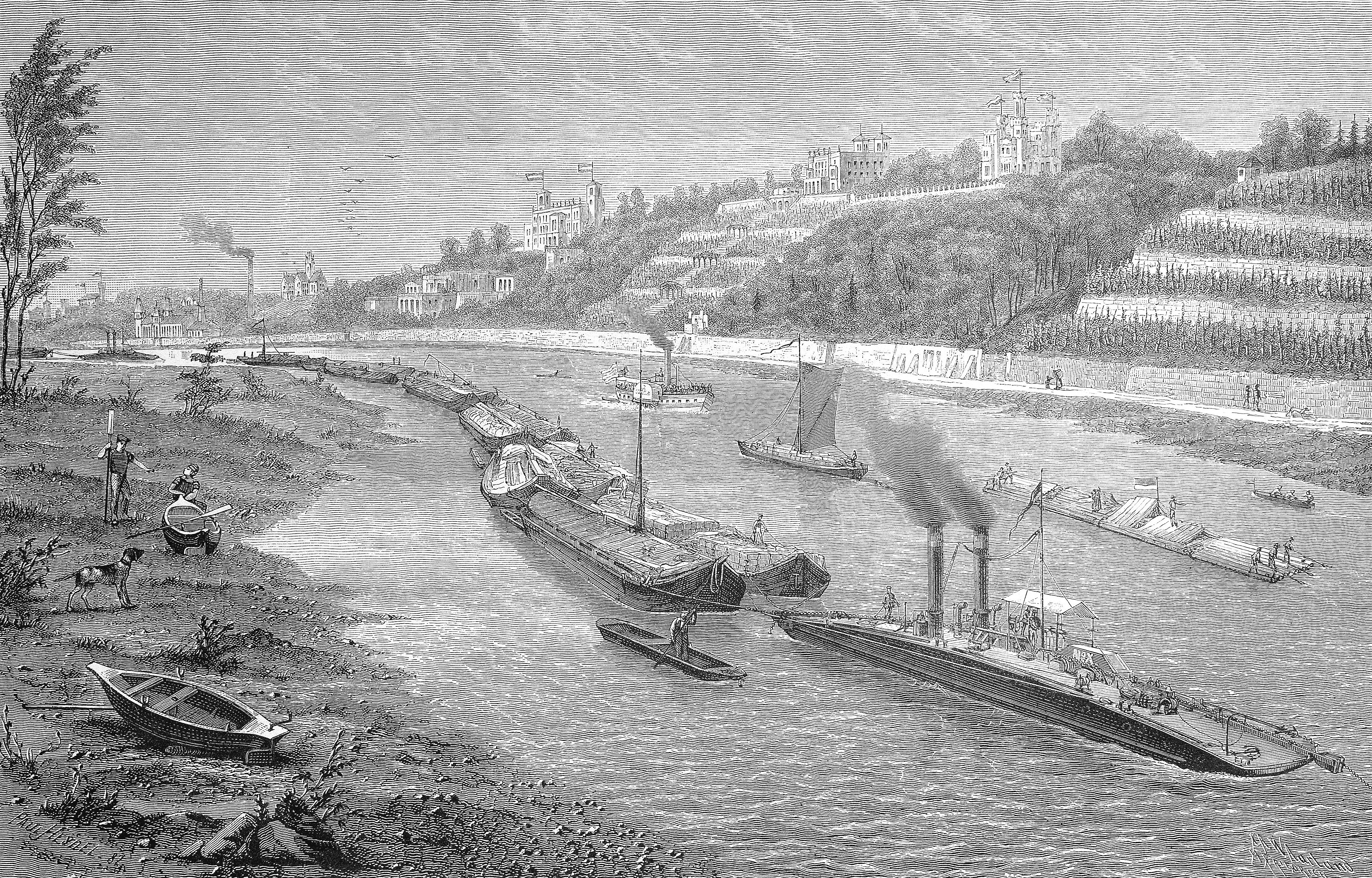
Kettendampfer auf der Elbe bei Dresden, der eine Vielzahl von Schleppkähnen flussaufwärts zieht, etwa 1880

## Geschichtliche Entwicklung
Der Warentransport auf dem Fluss war in der Zeit vor der Kettenschifffahrt beschränkt auf größere Flüsse im Flachland, die unter Segeln oder von den ersten Raddampfern befahren wurden, sowie auf das Treideln von kleineren Schiffen, die von Menschen oder Tieren an Seilen flussaufwärts gezogen wurden. Über kürzere Strecken konnten Boote auch durch Staken, d. h. Abstoßen des Bootes vom Flussgrund mit Hilfe von langen Stangen bewegt werden. Wenn ein Treideln vom Ufer abschnittsweise nicht möglich war, konnten Boote auch durch „Warpen“ gegen die Strömung bewegt werden. Dabei wurde oberhalb der betreffenden Stelle ein Seil verankert, an dem sich die Besatzung auf ihrem Boot stromaufwärts zog.

### Frühe Überlegungen und Versuche zum Antrieb von Flussschiffen

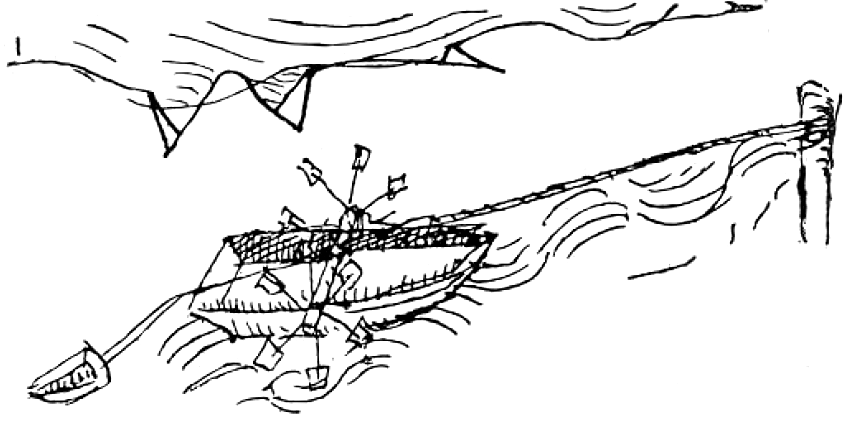
Schiffstauerei nach der Münchener Handschrift des Mariano (1438)

Der italienische Ingenieur Jacopo Mariano zeigte in einer Bilderhandschrift aus dem Jahr 1438 ein Boot, das sich an einem längs im Fluss verlegten Seil selbstständig flussaufwärts zieht. Das Seil ist um eine mittlere Welle geschlagen, die von zwei seitlich des Boots in der Strömung stehenden Wasserrädern angetrieben wird (siehe Abbildung). Hinter dem Schiff befindet sich ein treibender Körper, der das Seil straff hält und so für die nötige Reibung auf der Welle sorgt.

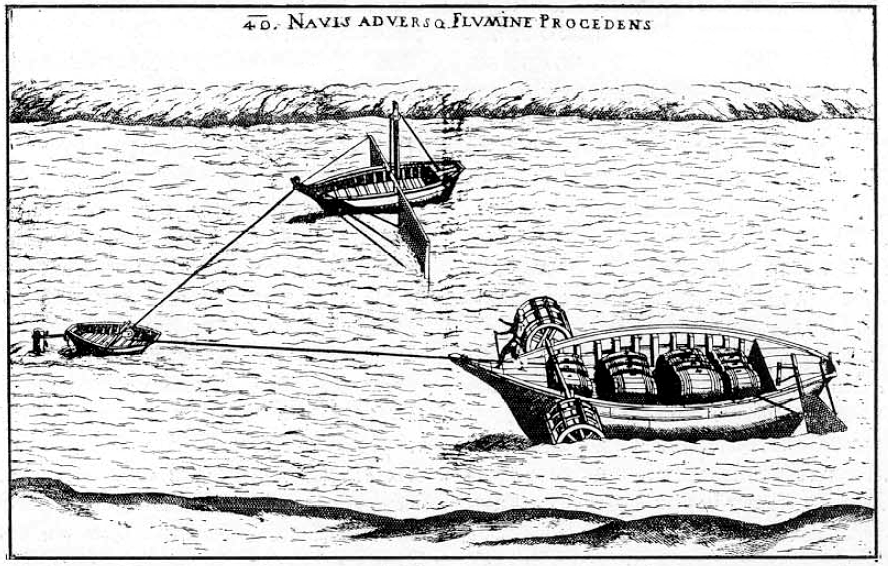
Schiffstauerei nach Fausto Veranzio um 1595

Fausto Veranzio beschrieb um 1595 ein System der Seilschifffahrt, bei dem zwei Boote mit einem Seil verbunden sind, das über eine fest im Fluss verankerte Umlenkrolle geführt wird. Das flussabwärts fahrende kleinere Boot wird durch beidseitig des Rumpfs in der Strömung stehenden Wassersegel stärker vom Wasser getrieben und zieht damit das größere Boot gegen den Strom bergauf. Das große Lastschiff hat auf dem Bild zwei seitliche Wasserräder, die zusätzlich das Seil aufwickeln und so die Geschwindigkeit erhöhen. Es ist nicht überliefert, ob das System zum Einsatz kam.
1723 beschrieb der spätere kursächsische Kommerzienrat Paul Jacob Marperger einen Vorschlag des Mathematikprofessors Nicolaus Molwitz aus Magdeburg zur Verwendung eines mechanischen Hilfsmittels, um die Wasserschnellen unter den Magdeburgischen Brücken zu überwinden. Bis dahin seien 50 Mann für die Überwindung dieses Flussabschnittes nötig gewesen. Die Idee war, eine „Maschine“ mit zwei liegenden Wellen zu bauen, wobei die Taue derart um die vordere Welle umgeschlagen werden sollten, dass diese sich immer wieder von der vorderen Welle abwickeln und auf die hintere Welle aufwickeln. Durch zusätzlichen Einsatz von Hebeln sollte es nach Marperger möglich sein, mit fünf oder sechs Mann für die Schiffspassage auszukommen. Er betont aber gleichzeitig, dass die Maschine zwar „angegeben“, aber nie „zum Gebrauch gekommen“ sei. Dieser Flussabschnitt war später auch der Ausgangspunkt für die ersten Kettenschiffe in Deutschland.

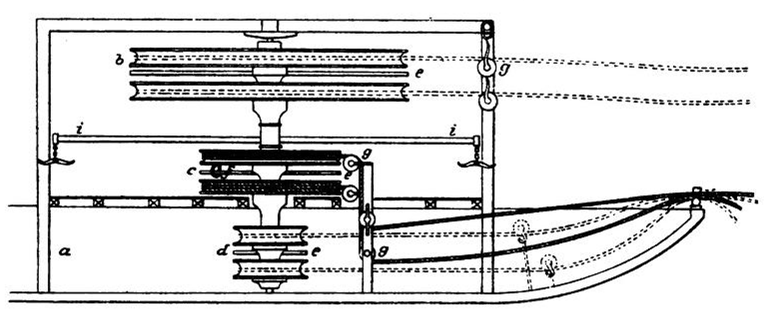
Seilschiff nach Marschall von Sachsen (1732)

Die ersten praktischen Versuche mit einem Seilschiff gab es 1732 auf Veranlassung des in französischen Diensten stehenden Marschalls Moritz von Sachsen. Diese fanden auf dem Rhein in der Nähe von Straßburg statt. Drei Trommelpaare mit unterschiedlichem Durchmesser waren dazu auf einer drehbar gelagerten und durch zwei Pferde angetriebenen senkrechten Achse angeordnet. Das Seil wurde je nach benötigter Kraft durch Umwicklung eines der Trommelpaare bewegt, während die anderen beiden Trommelpaare frei mitliefen. Diese variable Übersetzung ermöglichte eine bessere Ausnutzung der Kraft. Verglichen mit dem Treideln von Land aus verdoppelte sich bei gleicher eingesetzter Pferdeanzahl die vorwärtsbewegte Last.

### Versuche in der ersten Hälfte des 19. Jahrhunderts
Ab 1820 gab es in Frankreich gleich mehrere Erfinder, die sich mit der technischen Umsetzung des Antriebs von Schiffen mit Seilen oder Ketten beschäftigten. Dazu zählten auch die Ingenieure Ambroise-Théodore Tourasse und Courteaut mit ihren Versuchen auf der Saône bei Lyon. Sie befestigten ein etwa 1 km langes Zugseil aus Hanf am Ufer. Dieses wurde auf einer auf dem Schiff befindlichen Trommel aufgewickelt und so das Schiff vorwärts gezogen. Sechs Pferde sorgten für die Bewegung der Trommel.
Mit der fortschreitenden Industrialisierung im 19. Jahrhundert nahm der Bedarf an Transportkapazitäten auf dem Wasserwege deutlich zu. Die Industrialisierung revolutionierte aber auch das Transportwesen selbst. Mit der Dampfmaschine stand der erste Motor für einen unabhängigen Antrieb der Schiffe zur Verfügung. Die Leistung der ersten Dampfmaschinen war jedoch noch relativ gering, während ihr Gewicht gleichzeitig sehr hoch war. So suchte man nach Möglichkeiten, die Kraft möglichst effektiv in eine Bewegung des Schiffes umzusetzen.
Etwas später führten die beiden Ingenieure Tourasse und Courteaut auf der Rhone zwischen Givors und Lyon Versuche unter Anwendung der Dampfkraft durch. Ein mit Dampf betriebenes Begleitschiff transportierte das 1000 Meter lange Hanfseil flussaufwärts und verankerte es hier an Land. Danach fuhr das Begleitschiff zurück und brachte das untere freie Seilende zum eigentlichen Tauer. Dieser zog sich am Seil flussaufwärts und gab dabei das Seil während des Zuges wieder an die Trommel des Begleitschiffs ab. Während dieser Prozedur startete ein zweites Begleitschiff, eilte flussaufwärts, um dort ein zweites Seil zu verankern und so Wartezeit zu sparen.
Vinochon de Quémont ersetzte bei Versuchen auf der Seine das Seil durch eine Kette. Zu den Ergebnissen der ersten Versuche ist im Jahrbuch der Erfindungen von 1866 zu lesen: Wiewol bei allen diesen [bisherigen] Versuchen keine durchlaufende Kette in Anwendung kam, sondern die Zugkette immer von neuem wieder durch ein Boot ein Stück vorwärts geschafft werden musste, ehe das Schiff in Gang gesetzt werden konnte, so erschienen doch die Resultate so befriedigend, daß bereits im Jahre 1825 sich unter der Leitung von Edouard de Rigny eine Gesellschaft zum Befahren der Seine auf der Strecke Rouen-Paris nach diesem Systeme bildete. Die Einführung der „entreprise de remorquage“ scheiterte jedoch infolge fehlerhafter Konstruktion. Der Kettendampfer „La Dauphine“ war nicht genau nach den Angaben von Tourasse gebaut worden. Der Tiefgang des Schiffes war zu groß und die Maschine zu schwach. Außerdem befanden sich die Winden zu weit hinten auf dem Deck. Aber auch die Kapitalkraft der Gesellschaft war zu gering.
1826 erprobte François Bourdon eine Variante mit zwei Dampfzugschiffen. Eines der Schiffe fuhr angetrieben durch ein Schaufelrad voraus und wickelte gleichzeitig ein Seil mit einer Länge von 600 m ab. Nach dem Abwickeln ankerte es und zog das zweite Zugschiff mit den angehängten Kähnen zu sich herauf, wobei das hintere Zugschiff den Vorgang durch seinen eigenen Antrieb unterstützte. Danach tauschten die beiden Zugschiffe die Position und die gleiche Prozedur lief erneut ab. Durch die Ankermanöver ging jedoch sehr viel Zeit verloren.

### Kettenschifffahrt seit Mitte des 19. Jahrhunderts
Nach den Versuchen in der ersten Hälfte des 19. Jahrhunderts kam die Kettenschifffahrt auf der Seine in Frankreich das erste Mal erfolgreich zur Anwendung. Auch in anderen französischen Flüssen und Kanälen wurden anschließend Ketten verlegt. In Deutschland wurden Ketten in Elbe, Neckar, Main, Spree, Havel, Warthe und Donau verlegt und auch in Russland verbreitete sich die Kettenschifffahrt. Insgesamt waren in Europa etwa 3300 Kilometer Kette verlegt.
Die Kettenschifffahrt revolutionierte die Binnenschifffahrt vor allem auf Flüssen mit stärkerer Strömung. Verglichen mit der bis dahin üblichen Treidelschifffahrt konnte ein Kettendampfer bedeutend mehr und deutlich größere Frachtkähne ziehen. Die mögliche Zuladung eines einzelnen Schleppkahns stieg in wenigen Jahren auf das Fünffache an. Außerdem war der Transport an der Kette ungleich schneller und billiger. Die Anzahl der möglichen Fahrten eines Schiffes erhöhten sich zum Beispiel auf der Elbe fast auf das Dreifache. Statt zwei Reisen konnten die Schiffer jährlich sechs bis acht Reisen durchführen oder statt 2500 Kilometer jährlich bis zu 8000 Kilometer zurücklegen. Die Lieferfristen wurden demgemäß verkürzt und zuverlässiger eingehalten bei gleichzeitig sinkenden Kosten.
Durch den Einsatz der Dampfmaschine war es überhaupt erst möglich, den steigenden Bedarf an Transportkapazitäten der zunehmenden Industrialisierung in der zweiten Hälfte des 19. und in der ersten Hälfte des 20. Jahrhunderts zu decken. Den Schiffern mit ihren Frachtkähnen bot die Kettenschifffahrt auch die Möglichkeit, sich gegen die zunehmende Konkurrenz der Eisenbahnen zu behaupten. Vor der Einführung der Kettenschifffahrt waren zwar auf einigen Flussabschnitten schon Raddampfer als Schlepper und Frachtschiffe tätig, sie führten aber nicht zum Durchbruch im Massentransport. Die Raddampfer konnten aufgrund ihrer Abhängigkeit vom Wasserstand des Flusses keinen regelmäßigen Transport garantieren. Erst regelmäßige Fahrpläne mit schnellen Verbindungen, sowie garantierte, niedrige Befördungsentgelte der Kettenschifffahrt ließen die Schleppschifffahrt konkurrenzfähig werden.
Mit der Entwicklung und Verbreitung neuer Antriebe wie Schraubenantrieb und Dieselmotor in der ersten Hälfte des 20. Jahrhunderts setzten sich selbstfahrende Schiffe immer mehr durch. Der Ausbau der Flusssysteme (Kanalisierung und Schleusenbau), sowie die Konkurrenz auf Straße und Schiene reduzierten die Rentabilität der auf kontinuierlichen Schleppbetrieb ausgelegten Kettenschifffahrt weiter. Kettenschlepper kamen nur noch vereinzelt an besonders schwierigen Flussabschnitten zum Einsatz.

## Verbreitung der Kettenschifffahrt

### Frankreich

Karte zur Verbreitung der Kettenschifffahrt in Frankreich

Im Jahr 1839 wurde der erste technisch und wirtschaftlich erfolgreiche Kettendampfer „Hercule“ gebaut und auf einem etwa 5 bis 6 Kilometer langen, strömungsreichen Abschnitt der Seine innerhalb des Stadtgebietes von Paris eingesetzt. An diesem Flussabschnitt war Edouard de Rigny einige Jahre zuvor aufgrund technischer Schwierigkeiten gescheitert.
Ausgehend von Paris breitete sich die Kettenschifffahrt ab 1854 bis zur flussaufwärts liegenden Stadt Montereau an der Mündung der Yonne, sowie flussabwärts bis Conflans (an der Einmündung der Oise) aus. Ab 1860 erfolgte der Ausbau in Richtung Seinemündung sogar bis Le Trait. Die maximale Gesamtlänge der Kette in der Seine betrug 407 Kilometer. Hinzu kam ab 1873 noch eine 93 Kilometer lange Strecke auf der Yonne selbst (zwischen Montereau und Auxerre).
Die Beschaffenheit des Flussbettes der Seine bot optimale Bedingungen für die Kettenschifffahrt. Der Fluss war gleichmäßig tief, hatte ein relativ starkes Gefälle und sein Bett gestaltete sich sandig und regelmäßig. Im Gegensatz dazu waren die Flüsse, deren Quelle in der Alpenregion liegt, weniger geeignet. Diese führten vor allem bei starken Fluten große Mengen Sand mit sich. Die Kette wurde bei Versuchen der Kettenschifffahrt auf der Rhone immer wieder auf großen Strecken von Sand und Geröll begraben. Auch die Versuche auf der Saône scheiterten und wurden relativ schnell eingestellt.
Außer auf Flüssen diente die Kettenschifffahrt in Frankreich auch zum Schiffstransport auf Kanälen. Die Tunnel im Bereich der Scheitelhaltung waren sehr lang und elektrisch angetriebene Kettenschlepper schleppten hier die Schiffe. Aufgrund der mangelnden Entlüftung der Tunnelanlage sind die elektrisch betriebenen Kettenschlepper auch nach Einführung der selbstfahrenden Motorschiffe zum Teil bis heute in Betrieb.

### Belgien
In Belgien verkehrten ab 1866 Kettendampfer auf dem Canal de Willebroek zwischen Brüssel und der Einmündung in die Rupel. Im Gegensatz zu den Kettenschleppern in Frankreich und Deutschland kam bei den Kettenschleppern in Belgien ein System von Bouquié zum Einsatz, bei dem die Kette nicht über die Mittellinie des Schiffes, sondern nur über eine Kettenscheibe an der Seite des Schiffes geführt wurde. Die Kettenscheibe war mit Zähnen besetzt, um das Gleiten der Kette zu verhindern. Jeden Tag verkehrten etwa fünf Schleppzüge in beide Richtungen, wobei jeder Zug 6 bis 12 Schiffe enthielt. Jede Haltung besitzt ihr eigenes Kettenschiff, so dass die Kette an den Schleusen unterbrochen und jedes Kettenende am Schleusenhaupt an einem Anbindepfahl befestigt ist.

### Deutsches Reich und Kaiserreich Österreich

Verbreitung der Kettenschifffahrt in Deutschland

#### Elbe und Saale
In Deutschland begann die Kettenschifffahrt 1866 mit dem Verlegen einer eisernen Kette an der Elbe. Der erste, reguläre Schleppdienst mit einem Kettendampfer wurde auf einem Teilstück der Elbe zwischen Magdeburg-Neustadt und Buckau realisiert. Die Länge dieser Strecke betrug etwa eine dreiviertel Preußische Meile (gut 7,5 km – Streckenlänge somit 5 bis 6 km). Dort weist die Elbe durch den Domfelsen eine besonders hohe Strömungsgeschwindigkeit auf. Die Hamburg-Magdeburger Dampfschifffahrtsgesellschaft betrieb dort die Kettendampfer.
Die ersten beiden Dampfschiffe auf der Elbe waren bei 6,7 Meter Breite und 51,3 Meter Länge mit etwa 45 kW (60 PS) motorisiert und zogen vier Lastkähne bis zu 250 Tonnen. 1871 lag die Kette bereits von Magdeburg bis Schandau an der böhmischen Grenze. Drei Jahre später erweiterte die Hamburg-Magdeburger Dampfschifffahrtsgesellschaft die Strecke Richtung Nordwesten bis Hamburg. Auf einer Gesamtlänge von 668 Kilometern rasselten bis zu 28 Kettenschlepper die Elbe stromaufwärts. In den Jahren 1926/27 wurde in weiten Abschnitten der Elbe die Kettenschifffahrt eingestellt und die Ketten gehoben. Die Kettendampfer wurden nur noch in besonders schwierigen Streckenabschnitten eingesetzt. Der letzte Teilabschnitt in Böhmen wurde 1948 eingestellt.
An der Saale wurde 1873 die Strecke von der Mündung der Saale bis Calbe in Betrieb genommen und bis zum Jahr 1903 bis nach Halle (105 km Kette) verlängert. Das letzte Kettenschiff auf der Saale verkehrte 1921.

#### Donau
Nach Erteilung der Konzession zur Ausübung der Kettenschifffahrt im Jahr 1869 wurde die Kette von der Donau-Dampfschiffahrts-Gesellschaft von Wien etwa 65 km abwärts bis Preßburg (dt. Bezeichnung für Bratislava) verlegt. Im Jahre 1871 kam es jedoch auf einigen Streckenabschnitten schon zum Verbot der Kettenschifffahrt. Ab 1881 fuhren Kettenschiffe auf der Donau auch von Spitz etwa 110 km aufwärts bis Linz. Es standen zehn Kettenschiffe im Einsatz. Immer häufiger brechende Ketten (im Schnitt einmal pro Reise) waren 1890 der Grund für den Umbau der Kettenschiffe in Zugschiffe. Im Jahre 1891 wurde der Kettenschifffahrtsbetrieb zwischen Regensburg und Hofkirchen (113 km) aufgebaut. 1896 kam es zur Einstellung der Kettenschifffahrt zwischen Wien und Ybbs, sowie 1906 dann auch zur Einstellung der Kettenschifffahrt zwischen Regensburg und Hofkirchen.
Aufgrund der starken Strömung auf der Donau konnten die Kettenschiffe talwärts nicht an der Kette fahren. Sie hatten daher als zusätzlichen Antrieb große seitliche Schaufelräder mit 300–400 PS.

#### Brahe
Die 15 Kilometer lange untere Brahe (polnisch Brda) diente als Verbindungsstrecke zwischen Weichsel und dem gut ausgebauten Wasserwegenetz mit Westeuropa. Dieser Wasserweg war insbesondere für den Holztransport von Bedeutung, allerdings musste das Floßholz auf der Brahe zwischen der Mündung in die Weichsel und der Bromberger Stadtschleuse flussaufwärts geschleppt werden. Hierzu wurden auf dem nur etwa 26 Meter breiten, krümmungsreichen und relativ schnell fließenden Flussabschnitt lange Zeit Pferde eingesetzt. Am 12. November 1868 richteten die Inhaber des für das Treideln verantwortlichen Bromberger Treiber-Comptoirs einen Konzessionsantrag zur Einführung eines Kettenschleppbetriebs auf der unteren Brahe an die Regierung in Bromberg.
Die Konzession vom 3. Juni 1869 war antragsgemäß auf 25 Jahre befristet und entsprach im Wesentlichen den für die Elbe geltenden preußischen Bestimmungen. Gleich darauf begannen im Sommer 1869 die ersten Probefahrten mit einem von der Maschinenfabrik Buckau gebauten Kettendampfer. Der Betrieb musste jedoch schon im Herbst wieder eingestellt werden, da der Schlepper die geforderte Leistung und Geschwindigkeit nicht erbringen konnte. Ein Ersatzschlepper mit ausreichender Leistung konnte ab Sommer 1870 eingesetzt werden. Trotzdem konnten pro Tag nur ein bis zwei Fahrten durchgeführt werden. Erst mit dem Bau eines Durchstiches am kritischsten Streckenabschnitt im März 1871 und der Beschaffung eines zweiten Kettendampfers im Frühjahr 1872 konnte ein signifikanter Anteil der Flöße durch die Kettenschlepper transportiert werden.
Der eine Dampfer stellte im Bereich der Brahemündung die Flöße zusammen und schleppte diese etwa einen Kilometer flussaufwärts. Hier übergab er die etwa 100 Meter langen und 7,5 Meter breiten Flöße an den zweiten Dampfer, der die restlichen 14 Kilometer bis zur Bromberger Stadtschleuse bewältigte. Der Transport war profitabel und die Anzahl der Kettendampfer wurde auf vier erhöht. Am 30. April 1894 verlängerten der Minister für Handel und Gewerbe und der Minister der öffentlichen Arbeiten die Konzession nochmals um 25 Jahre.

#### Neckar

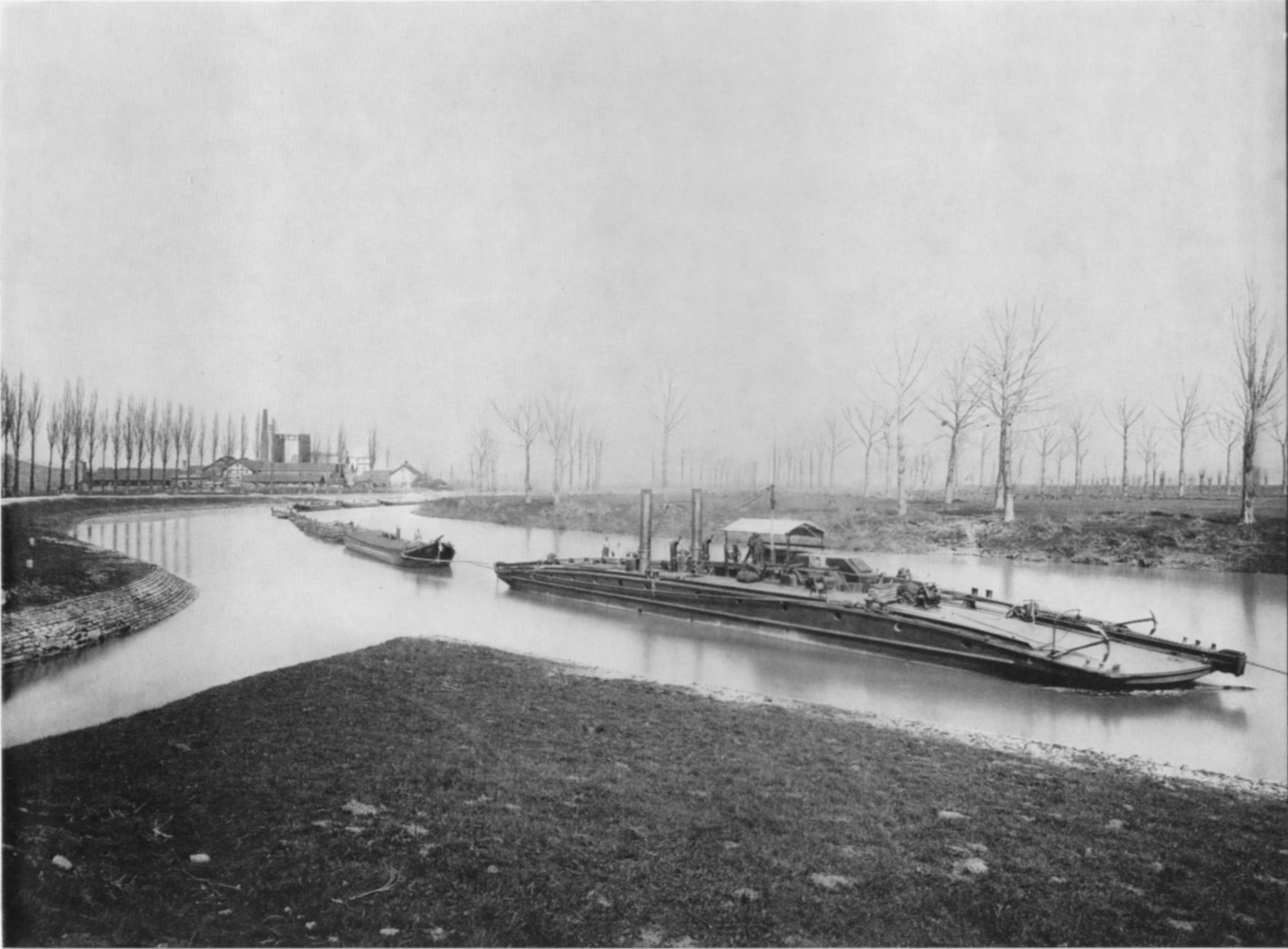
Kettenschleppschiff mit Lastkähnen auf dem Neckar bei Heilbronn, vor 1885

Bereits 1878 ging auch auf dem Neckar zwischen Mannheim und Heilbronn der erste Kettenschlepper mit neun Kähnen im Anhang auf Fahrt. Der Betrieb der Kettenschifffahrt unterlag der Kettenschifffahrt auf dem Neckar AG. Als in den 1930er Jahren die Regulierung des Flusses durch Staustufen und damit der Ausbau zur großen Wasserstraße begann, bedeutete dies das Ende der bis dato noch rentablen Neckar-Kettenschleppschifffahrt und ihre Ablösung durch große Binnenschiffe.

#### Havel und Spree
Auch auf der Havel gab es kurzzeitig Versuche mit der Kettenschifffahrt. Da die Strömung der Havel schon immer gering war, konnte mit einem Kettendampfer gleichzeitig eine große Anzahl von beladenen Schleppkähnen kostengünstig geschleppt werden. Auf der Havel und der Spree zwischen Pichelsdorf nahe der damaligen Stadt Spandau und der Kronprinzenbrücke, dem Unterbaum am Rand des damaligen Berlin, nahm die 1879 von zwei Engländern gegründete Berliner Krahn-Gesellschaft am 16. Juni 1882 eine Kettenschifffahrt auf. Im Havelland gab es zahlreiche Ziegeleien, deren Produkte fast nur per Schiff transportiert wurden. Im Sommer 1894 wurde die Kettenschifffahrt auf Havel und Spree eingestellt. Die Entwicklung der Schleppdampfer mit Propellerantrieb hatte die Kettenschifffahrt verdrängt.

#### Main
Auch auf dem Main gab es die Kettenschifffahrt in der Zeit von 1886 bis 1936. Die Kette lag in dem rund 396 Kilometer langen schiffbaren Flusslauf zwischen Mainz und Bamberg. Bis zu 8 Kettenschleppschiffe waren auf dem Main im Einsatz. Die Kette wurde nach 1938 aus dem Main genommen und verwertet. Die Kettenschiffe auf dem Main wurden auch Maakuh, Määkuh oder Meekuh genannt.

### Russland
Die „Wolga-Twer’sche Kettenschifffahrtsgesellschaft“ richtete ab 1871 einen Schleppbetrieb auf der oberen Wolga zwischen Rybinsk und Twer ein. Der etwa 375 km lange Flussabschnitt war schlecht reguliert und besaß häufig nur eine Wassertiefe von 0,52 m. Die erzielte Dividende war nur gering. Im Jahr 1885 waren 10 Kettendampfer mit einer Leistung von 40 beziehungsweise 60 PS auf der Wolga im Einsatz.
Auf der Scheksna wurde die Kettenschifffahrt ebenfalls 1871 eingerichtet und von der „Kettendampfschifffahrtsgesellschaft auf der Scheksna“ mit Sitz in St. Petersburg betrieben. Die Kette erstreckte sich auf einer Länge von 445 km von der Mündung in die Wolga bis St. Petersburg. Anfangs erzielte der Kettenschleppbetrieb nur schlechte Ergebnisse. Daraufhin stellte die Gesellschaft die Kettenschifffahrt auf einer etwa 278 km langen Strecke mit sehr schwachem Gefälle ein und ersetzte diese durch einen Schleppdampfer-Betrieb. Auf der 167 km langen Reststrecke mit starker Strömung erbrachte die Kettenschifffahrt in manchen Jahren eine Dividende von etwa 30 %. 1885 setzte die Gesellschaft auf diesem Flussabschnitt 14 Kettendampfer mit einer Leistung von jeweils 40 PS ein.
Daneben war die Kettenschifffahrt auf der Moskwa mit 4 Dampfern mit je 60 PS und auf dem Fluss Swir mit 17 Dampfern mit insgesamt 682 PS im Einsatz. Auf dem Jenissej erfolgt die Passage der Kasatschinskistromschnelle durch Tauerei mit einem Seilschlepper.

### Außerhalb Europa
Die Kettenschifffahrt wurde auf dem Sueskanal während der Bauphase auf einem Teilstück südlich von Ismailia zum Transport von Maschinen und Rohstoffen eingesetzt.

## Technische Beschreibung

### Kettenschleppschiff

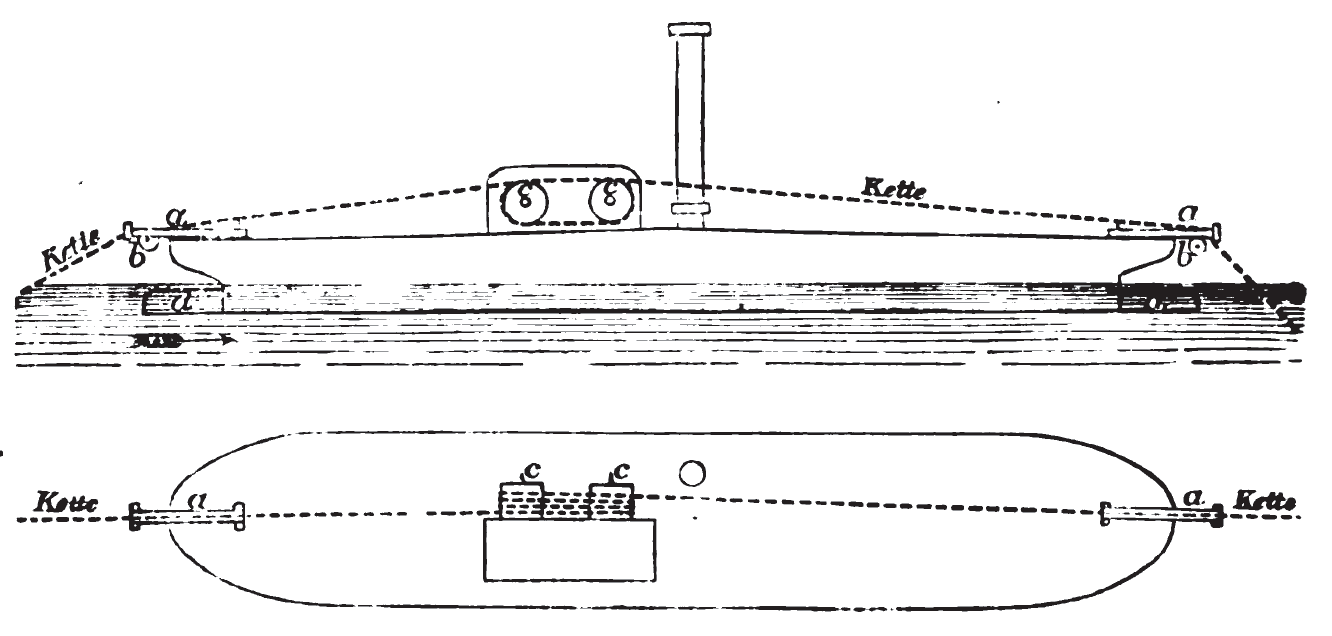
Prinzipskizze eines Kettenschleppschiffs

Die Kette wurde am Bug des Schiffes über eine Verlängerung (Ausleger) aus dem Wasser gehoben und über das Deck entlang der Schiffsachse zum Kettenantrieb in der Mitte des Schiffes geführt. Die Kraftübertragung von der Dampfmaschine auf die Kette erfolgte meist über ein Trommelwindwerk. Von dort führte die Kette über das Deck zum Ausleger am Heck und wieder zurück in den Fluss. Durch die seitliche Beweglichkeit des Auslegers und die beiden sowohl vorne und hinten angebrachten Ruder war es möglich, die Kette auch bei Flussbiegungen wieder in der Flussmitte abzulegen.

### Kette

Schäkel als „Kettenschloss“ (rot) zum Öffnen der Kette

Die Kette musste von den Kettenschifffahrtsgesellschaften selbst finanziert werden und war als steglose Rundstahlkette ausgeführt. Die einzelnen Kettenglieder bestanden aus einem gut schweißbaren Rundeisen mit niedrigem Kohlenstoffgehalt. Die Rundeisen hatten je nach Flussabschnitt eine typische Dicke von 18 bis 27 Millimetern. Trotzdem kam es immer wieder zu Kettenbrüchen. Im Abstand von einigen hundert Metern befanden sich Schäkel als Kettenschlösser, die durch Herausschrauben des Bolzens geöffnet werden konnten, wenn sich zwei Kettenschlepper begegneten. Die meisten dieser qualitativ hochwertigen Ketten wurden in England oder Frankreich hergestellt.

### Begegnung zwischen berg- und talwärts fahrenden Kettenschiffen
Begegneten sich zwei Kettenschiffe, so war ein kompliziertes Ausweichmanöver notwendig, bei dem die Kette über eine Hilfskette an den anderen Schlepper übergeben wurde. Dieses Manöver bedeutete für den Schleppverband auf Bergfahrt eine Verzögerung von mindestens 20 Minuten, während das talfahrende Schiff durch das Manöver einen Zeitverlust von etwa 45 Minuten erlitt. Durch die Einführung von Zusatzantrieben fuhr das Kettenschleppschiff auf der Talfahrt außerhalb der Kette, und Ausweichmanöver entfielen.

### Versuche mit endloser Kette
Um die großen Kosten der Anschaffung einer Kette oder eines Kabels zu vermeiden, wurden von Henri Dupuy de Lôme auf der Rhône Versuche mit einer endlosen Kette durchgeführt. Der Schlepper brachte dabei seine eigene Kette mit. Die Kette wurde hierbei am Vorderschiff (Bug) ins Wasser gelassen und legte sich durch das Eigengewicht auf den Flussgrund. Am Hinterschiff (Heck) wurde die Kette aus dem Wasser hinaufgezogen und durch den Kettenantrieb über das Deck des Schiffes nach vorne transportiert. Unter der Voraussetzung, dass der untere Teil der schweren, in sich geschlossenen Kette durch die Flusssohle am Gleiten gehindert wird, zieht sich das Schiff vorwärts. Diese Art des Antriebs kam jedoch wirtschaftlich nicht zum Einsatz, da eine vernünftige Kraftübertragung nur bei einer angepassten Kettenlänge gegeben ist. Ist die Wassertiefe zu groß, so verringert sich die Länge des Kettenabschnitts, der auf der Flusssohle zu liegen kommt und damit die erforderliche Reibung. Bei zu geringer Wassertiefe hätte die Kette eine zu große Länge und würde nicht langgezogen, sondern klumpenweise am Boden zu liegen kommen. Eine Variation in der Flusstiefe erschwert daher die Steuerfähigkeit des Schiffes erheblich.

## Konzessionen
Um die Kettenschifffahrt betreiben zu können, benötigte die für den Kettenschleppbetrieb verantwortliche Gesellschaft eine Konzession. Die Konzession garantierte den Gesellschaften das alleinige Recht für diese Art des Schiffstransportes. Da der Kauf der Kette und der Kettenschlepper für den Betreiber eine hohe finanzielle Belastung darstellte, bot die Konzession eine gewisse Sicherheit. Die Konkurrenz durch die Eisenbahn, Radschlepper oder den Treidelzug blieb aber weiter bestehen. Im Gegenzug wurden in der Konzession aber auch die Rechte und Pflichten gegenüber den Schiffern geregelt. Alle Kähne mussten zu staatlich festgelegten Tarifen befördert werden.

## Vergleich Kettenschleppschiff – Radschleppdampfer
Die Kettenschifffahrt hatte sich nicht nur dem Wettbewerb mit der Eisenbahn zu stellen, sondern bekam auch die Konkurrenz auf dem Wasserwege deutlich zu spüren. Verglichen mit Radschleppdampfern hatten die Kettendampfer überall dort Vorteile, wo sich für die Schifffahrt Schwierigkeiten ergaben, wie Stromschnellen, starke Krümmungen des Flusslaufes und Untiefen.

### Strömung und Fließgeschwindigkeit
Bei einem Rad- oder Schraubendampfer wird zur Erzeugung des Vortriebs das Wasser nach hinten weggedrückt. Ein nicht unerheblicher Teil der Energie wird dabei in Wasserverwirbelung umgewandelt und steht so nicht für den Vortrieb des Schiffes zur Verfügung. Der Kettendampfer hingegen zieht sich an der festen Kette vorwärts und kann so einen viel größeren Anteil seiner Dampfkraft in Vortrieb umwandeln.
Bei gleicher Zugleistung ergibt sich somit ein um etwa zwei Drittel geringerer Kohleverbrauch.
Bei höherer Fließgeschwindigkeit des Flusses verschiebt sich der Vorteil immer weiter zugunsten der Kettendampfer. Ewald Bellingrath stellte 1892 folgende allgemeine Regel auf: Bei einem Durchschnittsgefälle des Flusses bis 0,25 ‰ seien Raddampfer überlegen. Zwischen 0,25 und 0,3 ‰ Gefälle seien beide Schlepparten gleichwertig. Oberhalb 0,3 ‰ seien Kettendampfer vorteilhafter einzusetzen. Ab einem Gefälle von 0,4 ‰ bekämen Raddampfer zunehmend Schwierigkeiten und müssten ab 0,5 ‰ Gefälle ganz auf einen Schlepptransport verzichten.
Die Erfahrungen aus der Praxis zeigten, dass frei fahrende Radschlepper mit 400 PS (etwa 300 kW) bei einer Fließgeschwindigkeit von 0,5 Metern pro Sekunde (1,8 km/h) eine Geschwindigkeit von etwa 3 Metern pro Sekunde (10,8 km/h) erreichen. Dadurch könnten sie bis zu einer Strömung von 2 Metern in der Sekunde (7,3 km/h) wirtschaftlich schleppen. Auch größere Gefällestürze konnten überwunden werden, wenn diese nur eine kurze Strecke ausmachten. Durch ein Nachlassen der Schlepptaue konnte der Radschlepper das Hindernis überwinden. Wenn der Anhang aus Frachtschiffen dann in diesen Bereich kam, so hatte der Raddampfer bereits den Bereich mit höherer Strömung überwunden und konnte wieder seine volle Zugkraft umsetzen. Bei einer Stromgeschwindigkeit über 3 Meter pro Sekunde würde die Nutzleistung gegen null sinken. Viele der Sturzgefälle waren relativ kurz und konnten durch das beschriebene Manöver auch von Radschleppern überwunden werden.
Eine zu starke Strömung bei Hochwasser konnte aber auch für die Kettenschifffahrt problematisch werden. Je nach Art der Gestaltung des Flussbettes führten starke Geschiebebewegungen zu einer Aufschotterung und damit zu einem Überdecken der Kette mit Geröll und Steinen. Ein klippenreiches Flussbett oder große Felsblöcke enthaltende Streckenabschnitte der Donau führten durch Verhaken der Kette ebenso zu einer Behinderung der Kettenschifffahrt.
Das von den Raddampfern aufgewühlte Wasser bewirkte außerdem deutlich stärkere Wellenbewegungen. Die Wellen konnten verstärkt zu Uferschäden führen. Die zusätzlichen Strömungen und Wellen bewirkten außerdem einen zusätzlichen Widerstand für die gezogenen Frachtschiffe. Hinter einem Kettenschlepper befand sich der Anhang hingegen in ruhigen Gewässern.

### Wassertiefe
Einige Kettenschlepper sind mit einem geringen Tiefgang von nur 40–50 Zentimetern für einen Einsatz bei sehr niedrigen Wasserständen konstruiert und damit an die Gegebenheiten vieler Flüsse der damaligen Zeit angepasst. Auch bei einer Wassertiefe von 57 Zentimetern war so noch ein leistungsfähiger Betrieb auf dem Neckar möglich. Raddampfer benötigen hingegen für einen wirtschaftlichen Einsatz deutlich größere Wassertiefen von 70 bis 75 Zentimetern. Bei starker Strömung erhöht sich die Mindestwassertiefe für Raddampfer zusätzlich. Schraubenschlepper benötigen ebenfalls eine große Wassertiefe um effektiv arbeiten zu können. Nur eine Schraube, die tief im Wasser angeordnet ist, kann einen genügenden Vortrieb erzeugen.
Kettenschiffe haben nicht nur einen geringen Tiefgang, auch ihr technisches Prinzip ist für niedrige Wassertiefen vorteilhaft: Bei geringer Wassertiefe steigt die Kette flach aus dem Wasser und ein sehr hoher Anteil der Dampfkraft kann in Vortrieb umgesetzt werden. Ist die Wassertiefe jedoch sehr hoch, so nimmt der Anteil der Energie zu, die für das Heben der auflaufenden Kette benötigt wird. Durch das Eigengewicht ist die Zugkraft so schräg nach unten gerichtet und die Effizienz sinkt. Außerdem nimmt die Manövrierfähigkeit mit zunehmender Tiefe ab.

### Anlagekosten
Die Kette selbst bedeutete für die Gesellschaft hohe Anlagekosten. Auf dem rund 200 Kilometer langen Abschnitt des Mains zwischen Aschaffenburg und Kitzingen veranschlagte man für die erste Kette inklusive Verlegung über eine Million Mark. Dieses entsprach ziemlich genau dem Gesamtpreis für acht Kettenschlepper, die auf diesem Abschnitt eingesetzt werden sollten. Die Kette unterlag einer fortwährenden Instandhaltung und musste etwa alle 5 bis 10 Jahre erneuert werden.
Zu den Kosten für die Kette kamen noch Kosten zum Umbau von Fähren, die für diese Strecke einmalig mit etwa 300.000 Mark zu Buche schlugen. Dieser Umbau war notwendig, da sich die Kette der Kettenschiffe und die Seile der Fähren nicht kreuzen durften. Statt der bis dahin üblichen Seilfähren musste daher auf Gierfähren umgestellt werden.

### Flexibilität
Die ersten Kettenschiffe waren in ihrer Fortbewegung an die Kette gebunden, das heißt, sie legten sowohl die Bergfahrt als auch die Talfahrt an der Kette zurück. Bei einer Begegnung kam es zu Ausweichmanövern mit hohem Zeitverlust. Auf dem 130 Kilometer langen Neckar mit insgesamt sieben eingesetzten Kettenschleppern bedeutet das bei sechs Begegnungen einen Zeitverlust von mindestens fünf Stunden für die Talfahrt. Um das Manöver zu umgehen, wurden auf einigen Flussabschnitten Frankreichs die Lastschiffe von einem zum anderen Kettendampfer übergeben. Eine derartige Übergabe war jedoch ebenfalls mit einem erheblichen Zeitverlust verbunden.
Der Schleppbetrieb mit Frachtkähnen fand in der Regel nur auf der Bergfahrt statt. Talwärts ließen sich die Frachtkähne meist, um Geld zu sparen, treiben. Bei starker Strömung wäre der Betrieb mit einem langen Schleppzug auch gefährlich gewesen. Sollte der Kettenschlepper gezwungen werden, plötzlich zu halten (zum Beispiel durch einen Kettenbruch), so war die Gefahr groß, dass hintere Schiffe auf die vorderen auffuhren und es so zu einer Havarie kam.
Radschleppdampfer waren zumindest zur Anfangszeit der Kettenschifffahrt auf der Bergfahrt langsamer als die Kettenschiffe. Auf der Talfahrt waren sie hingegen schneller und konnten zusätzlich Frachtkähne mitnehmen.
Neben den technischen Einschränkungen wurde den Kettenschleppschifffahrtsunternehmen durch Konzessionen Regeln vorgegeben, welche zum Beispiel die Reihenfolge der Beförderung und die Beförderungsgebühren festlegten. Sie konnten daher nicht so flexibel auf Angebot und Nachfrage reagieren wie die Unternehmen mit Radschleppern.

## Das Ende der Kettenschifffahrt
Ein Grund für das Ende der Kettenschifffahrt war die Steigerung der technischen Leistungsfähigkeit der neuen Radschleppdampfer. Sie besaßen eine erhöhte Zugkraft bei reduziertem Kohlenverbrauch. Die Verbunddampfmaschinen auf den Radschleppdampfern verbrauchten, bezogen auf die abgegebene Leistung, nur etwa die Hälfte an Kohle. Derartige Verbunddampfmaschinen konnten auf Kettendampfern wegen des ruckweisen Anziehens nicht eingesetzt werden. Gleichzeitig belasteten hohe Anlage- und Reparaturkosten die Kettenschifffahrtsunternehmen.
Ein anderer Grund für das Ende waren Umstrukturierungen der Flussläufe. An der Elbe wurden viele Stromregulierungen vorgenommen, wobei sich die Gefälle mehr und mehr ausglichen und sich die Krümmungen des Flusses sowie die Untiefen verminderten. Dadurch reduzierten sich auch die Vorzüge der Kettenschifffahrt.
Beim Main und dem Neckar kamen zusätzlich zahlreiche Staustufen und Schleusen als künstliche Hindernisse für die Kettenschlepper hinzu. Das Aufstauen des Flusses führte zu einer größeren Wassertiefe und reduzierte gleichzeitig die Fließgeschwindigkeit. Vor allem mussten die langen Schleppzüge an den Schleusen der Staustufen aufgeteilt und getrennt geschleust werden, was zu erheblichen Zeitverlusten führte.

## Kettenschifffahrt in der Literatur
Eine historische Dokumentation stammt von dem amerikanischen Schriftsteller Mark Twain, der in seinem Reisebericht Bummel durch Europa (1880) die Kettenschifffahrt auf dem Neckar wie folgt beschreibt:

„Wir rannten nach vorn, um das Fahrzeug zu sehen. Es war ein Dampfer – denn im Mai hatte man begonnen, einen Dampfer neckaraufwärts verkehren zu lassen. Es war ein Schlepper, und zwar einer von sehr merkwürdigem Bau und Aussehen. Ich hatte ihn oft vom Hotel aus beobachtet und mich gefragt, wie er wohl angetrieben werde, denn offenbar besaß er keine Schraube oder Schaufeln. Jetzt kam er dahergeschäumt, machte eine Menge Lärm verschiedener Art und steigerte ihn ab und zu noch dadurch, dass er ein heiseres Pfeifen ertönen ließ. Er hatte hinten neun Kähne angehängt, die ihm in langer, schmaler Reihe folgten. Wir begegneten ihm an einer engen Stelle zwischen Dämmen, und in dem schmalen Durchgang war kaum Platz für uns beide. Während er schnaufend und stöhnend vorüberfuhr, entdeckten wir das Geheimnis seines Antriebs. Er fuhr nicht mit Radschaufeln oder Schraube flussaufwärts, er schob sich dadurch hinauf, dass er sich an einer großen Kette vorwärts zog. Diese Kette ist im Flussbett verlegt und nur an den zwei Enden befestigt. Sie ist siebzig Meilen lang. Sie tritt durch den Bug des Schiffes ein, dreht sich um eine Trommel und wird achtern wieder ausgesteckt. Der Dampfer zieht an dieser Kette und schleppt sich dadurch flussaufwärts oder -abwärts. Genaugenommen hat er weder Bug noch Heck, denn er hat an jedem Ende ein Steuerruder mit langem Blatt und wendet niemals. Er gebraucht dauernd beide Ruder, und sie sind so stark, dass er trotz des starken Widerstandes der Kette nach rechts oder links abbiegen und um Krümmungen herumsteuern kann. Ich hätte nicht geglaubt, dass man diese unmögliche Sache ausführen könnte; aber ich habe sie ausgeführt gesehen, und daher weiß ich, dass es ein unmögliches Ding gibt, das man vollbringen kann.“